# Danh sách phối ngẫu nước Thụy Điển
Đây là danh sách các phối ngẫu của quân chủ Thụy Điển. Các phối ngẫu đầu tiên của Thụy Điển được nhắc đến trong truyền thuyết, và đến khoảng năm 1000, các phối ngẫu cũng như các quốc vương đều mang tính bán huyền thoại. Do việc liên minh với Đan Mạch và Na Uy, nhiều phối ngẫu Thụy Điển cũng là phối ngẫu của quân chủ những quốc gia còn lại, trong giai đoạn 1380–1520 cũng là phối ngẫu của Đan Mạch, và trong giai đoạn 1814-1905 cũng là phối ngẫu của Na Uy.

## Vương hậu bán huyền thoại
Đây là danh sách các vương hậu Thụy Điển trong truyền thuyết.
- Vana (vợ của Sveigðir)
- Drifa (vợ của Vanlandi)
- Thế kỉ thứ 3: Drott, vợ của Domar
- Thế kỉ thứ 4: Skjalf (vợ của Agne)
- Thế kỉ thứ 5: Bera (vợ của Alf)
- Thế kỉ thứ 6: Yrsa, vợ của Eadgils
- Thế kỉ thứ 7: Gauthildr Algautsdóttir xứ Götaland, (vợ của Ingjald)
- Thế kỉ thứ 7: Vương phi xứ Småland, con gái vua Heidrek của Småland, (vợ của Ivar Vidfamne)
- Thế kỉ thứ 8: Inghild của (vợ của Randver)
- 970-975: Ingeborg Thrandsdotter (vợ của Olof Björnsson)

## Nhà Uppsala và Stenkil
| Chân dung | Hôn phối                            | Cha - Mẹ                                               | Sinh - Mất                                 | Kết hôn           | Tại vị                                              | Quân chủ            |
| --------- | ----------------------------------- | ------------------------------------------------------ | ------------------------------------------ | ----------------- | --------------------------------------------------- | ------------------- |
|           | Świętosława của Ba Lan              | Mieszko I của Ba Lan Doubravka xứ Bohemia              | k. 2 tháng 2 năm 1014                      | 978               | 978 – k. những năm 990 ly dị                        | Erik Kẻ chiến thắng |
|           | Aud Haakonsdottir xứ Lade           | Ladejarl Haakon Sigurdsson, nhiếp chính của Na Uy      | k. 970 – k. 1015                           | k. những năm 990  | k. những năm 990 – 992 chồng qua đời                | Erik Kẻ chiến thắng |
|           | Estrid của người Obotrite           | một tù trưởng bộ lạc của người Obotrite Polabia        | k. 979 – k. 1035                           | k. 1000           | k. 1000 – k. 1022 chồng qua đời                     | Olof Skötkonung     |
|           | Gunhild Sveinsdotter/Haraldsdotter  | Sveinn Hákonarson hoặc Thánh Harald                    | k. 1008 – k. 1060                          | ?                 | k. 1022 chồng lên ngôi – k. 1050 chồng qua đời      | Anund Jakob         |
|           | Tên không rõ, được gọi là Ingamoder | Emund Già                                              | k. 1043 – k. 1090                          | k. 1058           | k. 1061 chồng lên ngôi – k. 1066 chồng qua đời      | Stenkil             |
|           | Gyla                                | ?                                                      | ?                                          | ?                 | k. 1061 chồng lên ngôi – k. 1066 chồng qua đời      | Haakon I            |
|           | Helena                              | Sigtorn hoặc Thân vương Ingvar Vittfarne của Thụy Điển | k. 1065 – 1140                             | trước năm 1075    | k. 1079 chồng lên ngôi – k. 1084 chồng bị phế truất | Inge Trưởng giả     |
|           | Blotstulka                          | ?                                                      | ?                                          | trước năm 1094    | k. 1084 chồng lên ngôi – k. 1087 chồng qua đời      | Blot-Sven           |
|           | Helena                              | Sigtorn hoặc Thân vương Ingvar Vittfarne của Thụy Điển | k. 1065 – 1140                             | trước năm 1075    | k. 1088 chồng lên ngôi – k. 1105 chồng qua đời      | Inge Trưởng giả     |
|           | Ingegjerd của Na Uy                 | Harald III của Na Uy Elisiv xứ Kiev                    | k. 1046 – k. 1120                          | k. 1095 hoặc 1096 | k. 1105/1110 chồng lên ngôi – k. 1118 chồng qua đời | Filip               |
|           | Ragnhild                            | Halsten                                                | k. 1075 – k. 1117                          | ?                 | ? – k. 1117                                         | Inge Trẻ            |
|           | Ulvhild Håkonsdatter                | Haakon Finnsson                                        | k. 1095 – k. 1148                          | k. 1116/17        | k. 1116/17 – k. 1125 chồng qua đời                  | Inge Trẻ            |
|           | Ryksa của Ba Lan                    | Bolesław III của Ba Lan Salome xứ Berg                 | k. 12 tháng 4 năm 1106/1116 – sau năm 1156 | k. 1127           | k. 1127 – k. 1130 chồng bị phế truất                | Magnus I            |

## Nhà Sverker và Erik
| Chân dung | Hôn phối                              | Cha - Mẹ                                                                 | Sinh - Mất                                   | Kết hôn        | Tại vị                                                               | Quân chủ   |
| --------- | ------------------------------------- | ------------------------------------------------------------------------ | -------------------------------------------- | -------------- | -------------------------------------------------------------------- | ---------- |
|           | Ulvhild Håkonsdatter                  | Haakon Finnsson                                                          | k. 1095 – k. 1148                            | k. 1134        | k. 1134 – k. 1148                                                    | Sverker I  |
|           | Ryksa của Ba Lan                      | Bolesław III của Ba Lan Salome xứ Berg                                   | k. 12 tháng 4 năm 1116 – sau năm 1156        | k. 1148        | k. 1148 – 25 tháng 12 năm 1156 chồng bị ám sát                       | Sverker I  |
|           | Kirstine của Đan Mạch                 | Björn Haraldsen Ironside Katarina Ingesdotter                            | k. 1120/25 – k. 1170                         | 1149 hoặc 1150 | k. 1156 chồng lên ngôi – 18 tháng 5 năm 1160 chồng bị ám sát         | Erik (IX)  |
|           | Brigida Haraldsdatter                 | Harald IV của Na Uy Ingrid Ragnvaldsdotter                               | k. 1131 – k. 1208                            | ?              | 18 tháng 5 năm 1160 chồng lên ngôi – khoảng năm 1161 chồng bị ám sát | Magnus II  |
|           | Kristina Hvide                        | Stig Tokesen Hvide Margrete của Đan Mạch                                 | k. 1145 – k. 1200                            | 1163 hoặc 1164 | 1163 hoặc 1164 – 12 tháng 4 năm 1167 chồng bị ám sát                 | Karl (VII) |
|           | Cecilia (?)                           | Thân vương Johan Sverkersson của Thụy Điển                               | k. 1145 – sau 1193                           | 1160           | 12 tháng 4 năm 1167 chồng lên ngôi – khoảng năm 1190 vào tu viện     | Knut I     |
|           | Benedikta Hvide                       | Ebbe Sunesson Hvide                                                      | k. 1165/1170 – k. 1199/1200                  | k. 1185        | k. 1196 chồng lên ngôi – k. 1199/1200                                | Sverker II |
|           | Ingegerd Birgersdotter                | Birger Brosa, Bá tước của Thụy Điển Brigida Haraldsdatter                | k. 1180 – 7 tháng 4 sau 1210, có thể là 1230 | 1200           | 1200 – 31 tháng 1 năm 1208 chồng bị phế truất                        | Sverker II |
|           | Rikissa của Đan Mạch                  | Valdemar I của Đan Mạch Sofia xứ Minsk                                   | k. 1190/1191 – 8 tháng 5 năm 1220            | 1210           | 1210 – 10 tháng 4 năm 1216 chồng qua đời                             | Erik (X)   |
|           | Có thể là Helene Pedersdatter Strange | Peder Strangesson Ingeborg Esbernsdatter                                 | k. 1200 – k. 1255                            | k. 1225        | k. 1229 chồng lên ngôi – k. 1234 chồng qua đời                       | Knut II    |
|           | Katarina xứ Ymseborg                  | Sune Folkason, Lãnh chúa xứ Ymseborg Helena Sverkersdotter của Thụy Điển | k. 1215 – 17 tháng 1 năm 1251                | k. 1243/1244   | k. 1243/1244 – 2 tháng 2 năm 1250 chồng qua đời                      | Erik (XI)  |

## Nhà Bjälbo
| Chân dung | Huy hiệu | Hôn phối                | Cha - Mẹ                                                        | Sinh - Mất                               | Kết hôn                                                                                   | Tại vị | Quân chủ                         |
| --------- | -------- | ----------------------- | --------------------------------------------------------------- | ---------------------------------------- | ----------------------------------------------------------------------------------------- | --- | -------------------------------- |
|           |          | Sofia của Đan Mạch      | Erik IV của Đan Mạch Jutta xứ Sachsen                           | 1241 – 1286                              | 1260                                                                                      | 1260 – 22 tháng 7 năm 1275 chồng bị phế truất                                                                                 | Valdemar                         |
|           |          | Helvig xứ Holstein      | Gerhard I, Bá tước xứ Holstein-Itzehoe Elisabeth xứ Mecklenburg | k. 1260 – 1324                           | 11 tháng 11 năm 1276                                                                      | 11 tháng 11 năm 1276 – 18 tháng 12 năm 1290 chồng qua đời                                                                     | Magnus III                       |
|           |          | Märta của Đan Mạch      | Erik V của Đan Mạch Agnes xứ Brandenburg                        | 1277 – 3 tháng 10 năm 1341               | Tháng 11 năm 1298                                                                         | Tháng 11 năm 1298 – Tháng 3 hoặc tháng 4 năm 1318 chồng bị phế truất                                                          | Birger                           |
|           |          | Blanche xứ Namur        | Jean I, Hầu tước xứ Namur Isabelle xứ Luxembourg                | k. 1320 – 1363                           | Tháng 10 hoặc đầu tháng 11 năm 1335                                                       | Tháng 10 hoặc đầu tháng 11 năm 1335 – 1363                                                                                    | Magnus IV (Magnus VII của Na Uy) |
|           |          | Beatrix xứ Bayern       | Ludwig IV của Thánh chế La Mã Margaretha xứ Henegouwen          | 1344 – 25 tháng 12 năm 1359              | 17 tháng 10 năm 1356 chồng lên ngôi trở thành đồng hoàng hậu với Blanche, mẹ chồng của bà | 17 tháng 10 năm 1356 chồng lên ngôi trở thành đồng hoàng hậu với Blanche, mẹ chồng của bà – 20 tháng 6 năm 1359 chồng qua đời | Erik (XII)                       |
|           |          | Margrete I của Đan Mạch | Valdemar IV của Đan Mạch Helvig xứ Schleswig                    | Mùa xuân năm 1353 – 28 tháng 10 năm 1412 | 9 tháng 4 năm 1363                                                                        | 9 tháng 4 năm 1363 – 15 tháng 2 năm 1364 chồng bị phế truất                                                                   | Haakon (Haakon VI của Na Uy)     |

## Nhà Mecklenburg
| Chân dung | Hôn phối              | Cha - Mẹ                                      | Sinh - Mất                              | Kết hôn | Tại vị                                | Quân chủ |
| --------- | --------------------- | --------------------------------------------- | --------------------------------------- | ------- | ------------------------------------- | -------- |
|           | Richardis xứ Schwerin | Otto I, Bá tước xứ Schwerin Mathilda xứ Werle | 1347/8 – 23 tháng 4/11 tháng 7 năm 1377 | 1365    | 1365 – 23 tháng 4/11 tháng 7 năm 1377 | Albrekt  |

## Các Vương hậu trong Liên minh Kalmar và phối ngẫu của nhiếp chính (1397–1523)
Một số Vương hậu trong danh sách này cũng là Vương hậu của Đan Mạch và Na Uy, cũng như là phối ngẫu của các nhiếp chính Thụy Điển, người không có tước hiệu vua.
| Chân dung | Huy hiệu | Hôn phối                | Cha - Mẹ                                                                        | Sinh - Mất                                | Kết hôn              | Tại vị                                                                                 | Quân chủ                                             |
| --- | -------- | ----------------------- | ------------------------------------------------------------------------------- | ----------------------------------------- | -------------------- | -------------------------------------------------------------------------------------- | ---------------------------------------------------- |
| |          | Philippa của Anh        | Henry IV của Anh Mary xứ Bohun                                                  | 4 tháng 6 năm 1394 – 7 tháng 1 năm 1430   | 26 tháng 10 năm 1406 | 26 tháng 10 năm 1406 – 7 tháng 1 năm 1430                                              | Erik XIII (Erik VII của Đan Mạch; Erik II của Na Uy) |
| |          | Dorothea xứ Brandenburg | Johann, Phiên địa Bá tước xứ Brandenburg-Kulmbach Barbara xứ Sachsen-Wittenberg | 1430/31 – 10 tháng 11 năm 1495            | 12 tháng 9 năm 1445  | 12 tháng 9 năm 1445 – 6 tháng 1 năm 1448 chồng qua đời                                 | Kristofer (Christoffer của Đan Mạch và Na Uy)        |
| Phối ngẫu của nhiếp chính - 1448: Merete Lydekedatter Stralendorp xứ Venngarn, vợ thứ hai của Nhiếp chính Bengt Jönsson |          |                         |                                                                                 |                                           |                      |                                                                                        |                                                      |
| |          | Katarina xứ Bjurum      | Karl Ormsson Gumsehuvud                                                         | ? – 7 tháng 9 năm 1450                    | 5 tháng 10 năm 1438  | 20 tháng 6 năm 1448 chồng lên ngôi – 7 tháng 9 năm 1450                                | Karl VIII (Karl I của Na Uy)                         |
| |          | Dorothea xứ Brandenburg | Johann, Phiên địa Bá tước xứ Brandenburg-Kulmbach Barbara xứ Sachsen-Wittenberg | 1430/31 – 10 tháng 11 năm 1495            | 28 tháng 10 năm 1449 | 23 tháng 6 năm 1457 chồng lên ngôi – 23 tháng 6 năm 1464 chồng phế bị truất            | Kristian I (Christian I của Đan Mạch và Na Uy)       |
| Phối ngẫu của nhiếp chính - 1466-1467: Elin Gustavsdotter Sture (lần thứ hai), vợ của Nhiếp chính Erik Axelsson Tott.   |          |                         |                                                                                 |                                           |                      |                                                                                        |                                                      |
| |          | Kristina Abrahamsdotter | Abraham Pedersson, thống đốc xứ Raseborg                                        | 1432 – 1492                               | 1470                 | 15 tháng 5 năm 1470 chồng qua đời – 1492                                               | Karl VIII (Karl I của Na Uy)                         |
| Phối ngẫu của nhiếp chính - 1470-1497: Ingeborg Tott (lần đầu), vợ của Nhiếp chính Sten Sture Trưởng giả                |          |                         |                                                                                 |                                           |                      |                                                                                        |                                                      |
| |          | Christina xứ Sachsen    | Ernst, Tuyển hầu xứ Sachsen Elisabeth xứ Bayern                                 | 25 tháng 12 năm 1461 – tháng 12 năm 1521  | 6 tháng 9 năm 1478   | 6 tháng 10 năm 1497 chồng lên ngôi – Tháng 8 năm 1501 chồng mất ngai vàng Thụy Điển    | Johan II (Hans của Đan Mạch và Na Uy)                |
| Phối ngẫu của nhiếp chính - 1512-1520: Kristina Gyllenstierna, vợ của Nhiếp chính Sten Sture Trẻ                        |          |                         |                                                                                 |                                           |                      |                                                                                        |                                                      |
| |          | Isabel của Áo           | Felipe I của Castilla Juana I của Castilla                                      | 18 tháng 7 năm 1501 – 19 tháng 1 năm 1526 | 12 tháng 8 năm 1515  | 1 tháng 11 năm 1520 chồng lên ngôi – 23 tháng 8 năm 1521 chồng mất ngai vàng Thụy Điển | Kristian II (Christian II của Đan Mạch và Na Uy)     |

## Nhà Vasa
| Chân dung | Huy hiệu | Hôn phối                       | Cha - Mẹ                                                                        | Sinh - Mất                                 | Kết hôn                                                                | Tại vị | Quân chủ                               |
| --------- | -------- | ------------------------------ | ------------------------------------------------------------------------------- | ------------------------------------------ | ---------------------------------------------------------------------- | --- | -------------------------------------- |
|           |          | Katharina xứ Sachsen-Lauenburg | Magnus I, Công tước xứ Sachsen-Lauenburg Katharina xứ Braunschweig-Wolfenbüttel | 24 tháng 9 năm 1513 – 23 tháng 9 năm 1535  | 24 tháng 9 năm 1531                                                    | 24 tháng 9 năm 1531 – 23 tháng 9 năm 1535                                                                    | Gustav I                               |
|           |          | Margareta Leijonhufvud         | Erik Abrahamsson Leijonhufvud Ebba Eriksdotter Vasa                             | 1 tháng 1 năm 1516 – 26 tháng 8 năm 1551   | 1 tháng 10 năm 1536                                                    | 1 tháng 10 năm 1536 – 26 tháng 8 năm 1551                                                                    | Gustav I                               |
|           |          | Katarina Stenbock              | Gustaf Olofsson Stenbock Brita Eriksdotter Leijonhufvud                         | 22 tháng 7 năm 1535 – 13 tháng 12 năm 1621 | 22 tháng 8 năm 1552                                                    | 22 tháng 8 năm 1552 – 29 tháng 9 năm 1560 chồng qua đời                                                      | Gustav I                               |
|           |          | Karin Månsdotter               | Måns Månsson Ingrid Jakobsdotter                                                | 6 tháng 10 năm 1550 – 13 tháng 9 năm 1612  | 13 tháng 7 năm 1567 (không chính thức) 4 tháng 7 năm 1568 (chính thức) | 13 tháng 7 năm 1567 (không chính thức) 4 tháng 7 năm 1568 (chính thức) – Tháng 1 năm 1569 chồng bị phế truất | Erik XIV                               |
|           |          | Katarzyna Jagiellonka          | Zygmunt I của Ba Lan Bona Sforza                                                | 1 tháng 11 năm 1526 – 16 tháng 9 năm 1583  | 4 tháng 10 năm 1562                                                    | Tháng 1 năm 1569 chồng lên ngôi – 16 tháng 9 năm 1583                                                        | Johan III                              |
|           |          | Gunilla Johansdotter Bielke    | Johan Axelsson Bielke, thống đốc xứ Östergötland Margareta Axelsdotter Posse    | 25 tháng 6 năm 1568 – 19 tháng 7 năm 1597  | 15 tháng 2 năm 1585                                                    | 15 tháng 2 năm 1585 – 17 tháng 11 năm 1592 chồng qua đời                                                     | Johan III                              |
|           |          | Anna của Áo                    | Karl II, Đại vương công Áo Maria Anna xứ Bayern                                 | 16 tháng 8 năm 1573 – 10 tháng 2 năm 1598  | 31 tháng 5 năm 1592                                                    | 17 tháng 11 năm 1592 chồng lên ngôi – 10 tháng 2 năm 1598                                                    | Sigismund III (cũng là vua của Ba Lan) |
|           |          | Christine xứ Holstein-Gottorp  | Adolf, Công tước xứ Holstein-Gottorp Christine xứ Hessen                        | 13 tháng 4 năm 1573 – 8 tháng 12 năm 1625  | 8 tháng 7 năm 1592                                                     | 22 tháng 3 năm 1604 chồng lên ngôi – 30 tháng 10 năm 1611 chồng qua đời                                      | Karl IX                                |
|           |          | Maria Eleonora xứ Brandenburg  | Johann Sigismund, Tuyển hầu xứ Brandenburg Anna của Phổ                         | 11 tháng 11 năm 1599 – 28 tháng 3 năm 1655 | 25 tháng 11 năm 1620                                                   | 25 tháng 11 năm 1620 – 6 tháng 11 năm 1632 chồng qua đời                                                     | Gustav II Adolf                        |

## Nhà Pfalz-Zweibrücken
| Chân dung | Huy hiệu | Hôn phối                            | Cha - Mẹ                                                                | Sinh - Mất                                  | Kết hôn              | Tại vị                                                                                | Quân chủ         |
| --------- | -------- | ----------------------------------- | ----------------------------------------------------------------------- | ------------------------------------------- | -------------------- | ------------------------------------------------------------------------------------- | ---------------- |
|           |          | Hedwig Eleonora xứ Holstein-Gottorp | Friedrich III, Công tước xứ Holstein-Gottorp Maria Elisabeth xứ Sachsen | 23 tháng 10 năm 1636 – 24 tháng 11 năm 1715 | 24 tháng 10 năm 1654 | 24 tháng 10 năm 1654 – 13 tháng 2 năm 1660 chồng qua đời                              | Charles X Gustav |
|           |          | Ulrikke Eleonore của Đan Mạch       | Frederik III của Đan Mạch Sophie Amalie xứ Brunswick-Lüneburg           | 11 tháng 9 năm 1656 – 26 tháng 7 năm 1693   | 6 tháng 5 năm 1680   | 6 tháng 5 năm 1680 – 26 tháng 7 năm 1693                                              | Karl XI          |
|           |          | Friedrich xứ Hessen-Kassel          | Karl I, Phong địa Bá tước xứ Hessen-Kassel Maria Amalia xứ Courland     | 18 tháng 4 năm 1676 – 25 tháng 3 năm 1751   | 24 tháng 3 năm 1715  | 5 tháng 12 năm 1718 vợ lên ngôi – 29 tháng 2 năm 1720 vợ thoái vị, chính ông lên ngôi | Ulrika Eleonora  |

## Nhà Hessen
| Chân dung | Huy hiệu | Hôn phối                      | Cha - Mẹ                                            | Sinh - Mất                                 | Kết hôn             | Tại vị                                                    | Quân chủ  |
| --------- | -------- | ----------------------------- | --------------------------------------------------- | ------------------------------------------ | ------------------- | --------------------------------------------------------- | --------- |
|           |          | Ulrika Eleonora của Thụy Điển | Karl XI của Thụy Điển Ulrikke Eleonore của Đan Mạch | 23 tháng 1 năm 1688 – 24 tháng 11 năm 1741 | 24 tháng 3 năm 1715 | 24 tháng 3 năm 1720 chồng lên ngôi – 24 tháng 11 năm 1741 | Fredrik I |

## Nhà Holstein-Gottorp
| Chân dung | Huy hiệu    | Hôn phối                                       | Cha - Mẹ                                                                                 | Sinh - Mất                                | Kết hôn              | Tại vị                                                                 | Quân chủ                      |
| --------- | ----------- | ---------------------------------------------- | ---------------------------------------------------------------------------------------- | ----------------------------------------- | -------------------- | ---------------------------------------------------------------------- | ----------------------------- |
|           |             | Luise Ulrike của Phổ                           | Friedrich Wilhelm I của Phổ Sophia Dorothea của Đại Anh                                  | 24 tháng 7 năm 1720–16 tháng 7 năm 1782   | 18 tháng 8 năm 1744  | 25 tháng 3 năm 1751 chồng lên ngôi – 12 tháng 2 năm 1771 chồng qua đời | Adolf Fredrik                 |
|           |             | Sophie Magdalene của Đan Mạch                  | Frederik V của Đan Mạch Louisa của Đại Anh                                               | 3 tháng 7 năm 1746 – 21 tháng 8 năm 1813  | 4 tháng 11 năm 1766  | 12 tháng 2 năm 1771 chồng lên ngôi – 29 tháng 3 năm 1792 chồng qua đời | Gustav III                    |
|           | không khung | Friederike xứ Baden                            | Karl Ludwig xứ Baden Amalie xứ Hessen-Darmstadt                                          | 12 tháng 3 năm 1781 – 25 tháng 9 năm 1826 | 31 tháng 10 năm 1797 | 31 tháng 10 năm 1797 – 29 tháng 3 năm 1809 chồng thoái vị              | Gustav IV Adolf               |
|           |             | Hedwig Elisabeth Charlotta xứ Holstein-Gottorp | Friedrich August I, Công tước xứ Oldenburg Ulrike Friederike Wilhelmine xứ Hessen-Kassel | 22 tháng 3 năm 1759 – 20 tháng 6 năm 1818 | 7 tháng 7 năm 1774   | 6 tháng 6 năm 1809 chồng lên ngôi – 5 tháng 2 năm 1818 chồng qua đời   | Karl XIII (Karl II của Na Uy) |

## Nhà Bernadotte
| Chân dung | Huy hiệu | Hôn phối                  | Cha - Mẹ                                            | Sinh - Mất                                         | Kết hôn             | Tại vị                                                                 | Quân chủ                                  |
| --------- | -------- | ------------------------- | --------------------------------------------------- | -------------------------------------------------- | ------------------- | ---------------------------------------------------------------------- | ----------------------------------------- |
|           |          | Desideria                 | François Clary Françoise Rose Somis                 | 8 tháng 11 năm 1777 – 17 tháng 12 năm 1860         | 17 tháng 8 năm 1798 | 5 tháng 2 năm 1818 chồng lên ngôi                                      | Karl XIV Johan (Karl III Johan của Na Uy) |
|           |          | Josephine xứ Leuchtenberg | Eugène de Beauharnais Auguste của Bayern            | 14 tháng 3 năm 1807 – 7 tháng 6 năm 1876           | 19 tháng 6 năm 1823 | 8 tháng 3 năm 1844 chồng lên ngôi                                      | Oscar I (cũng là Vua của Na Uy)           |
|           |          | Louise của Hà Lan         | Vương tử Frederik của Hà Lan Luise của Phổ          | 5 tháng 8 năm 1828 – 30 tháng 3 năm 1871           | 19 tháng 6 năm 1850 | 8 tháng 7 năm 1859 chồng lên ngôi – 30 tháng 3 năm 1871                | Karl XV (Karl IV của Na Uy)               |
|           |          | Sophia xứ Nassau          | Wilhelm, Công tước xứ Nassau Pauline xứ Württemberg | 9 tháng 7 năm 1836 – 30 tháng 12 năm 1913          | 6 tháng 6 năm 1857  | 18 tháng 9 năm 1872 chồng lên ngôi – 8 tháng 12 năm 1907 chồng qua đời | Oscar II (cũng là Vua của Na Uy)          |
|           |          | Viktoria xứ Baden         | Friedrich I, Đại công tước xứ Baden Luise của Phổ   | 7 tháng 8 năm 1862 – 4 tháng 4 năm 1930            | 20 tháng 9 năm 1881 | 8 tháng 12 năm 1907 chồng lên ngôi – 4 tháng 4 năm 1930                | Gustaf V                                  |
|           |          | Louise Mountbatten        | Louis xứ Battenberg Victoria của Hessen và Rhein    | 13 tháng 7 năm 1889 – 7 tháng 3 năm 1965           | 3 tháng 11 năm 1923 | 29 tháng 10 năm 1950 chồng lên ngôi – 7 tháng 3 năm 1965               | Gustaf VI Adolf                           |
|           |          | Silvia                    | Walther Sommerlath Alice Soares de Toledo           | 23 tháng 12 năm 1943 – hiện tại (81 năm, 140 ngày) | 19 tháng 6 năm 1976 | Ngày 19 tháng 6 năm 1976 – hiện tại                                    | Carl XVI Gustaf                           |